# HIP 56948
Désignations
HIP 56948, également désignée HD 101364, est une étoile de la constellation du Dragon située à 196 années-lumière du Soleil.
Cette étoile ressemble fortement à notre propre étoile, le Soleil. Les différences entre ces deux étoiles sont peu nombreuses.
Sa masse est comparable à celle du Soleil, sa luminosité seulement 4 % plus faible, sa température supérieure de 5 °C[réf. nécessaire] et sa concentration en métaux ne semble pas différente. Cela signifie que le système planétaire de cette étoile est un candidat possible à l'apparition de la vie.
Ce qui caractérise HIP 56948 des autres étoiles similaires au Soleil découvertes, c'est qu'elle est peu riche en lithium.
Une autre différence entre HIP 56948 et le Soleil réside dans l'âge de cette première. En effet, celle-ci est âgée d'environ un milliard d'années de plus que notre étoile.
Cela la rend d'autant plus intéressante pour la recherche d'une éventuelle vie extraterrestre qui aurait eu plus de temps pour évoluer que sur Terre : la probabilité d'un développement d'une vie intelligente y semble moins faible qu'ailleurs.